# Paulinho (futebolista, 1988)
Paulo Luiz Beraldo Santos, mais conhecido como Paulinho, (Guarulhos, 14 de junho de 1988), é um futebolista brasileiro que atua como ponta. Atualmente, joga pela Penapolense. 

## Carreira

### Categorias de base
Nascido em Guarulhos, Paulinho começou sua carreira no Vasco da Vila Galvão, clube amador da cidade natal.

### Flamengo de Guarulhos
O atacante foi revelado pelo Flamengo-SP em 2007. Por meio de uma parceria com o Corinthians, que acabou não vingando, o atacante realizou testes no clube em 2009, mas não permaneceu no Timão.

### XV de Piracicaba
Ainda em 2009, Paulinho acertou com o XV de Piracicaba. Renovou com o XV de Piracicaba em 2010. No seu quinto jogo pelo Nhô Quim, contra o Taubaté, foi ofendido pelos torcedores, com uma faixa comparando ele a um "cone", no dia seguinte, ele arrumou as malas e resolveu deixar o clube, mas foi convencido pelo então presidente Luís Beltrame a permanecer, onde a decisão seria fundamental para o acesso do time da Série A3 para A2, sendo que na reta final daquele ano, Paulinho marcou quatro dos oito gols do Nhô Quim, na competição, foram ao todo 8 gols. Foi campeão em 2011 da Série A2 de 2011, entrando no segundo tempo da grande final disputada nos penâltis. Em 2012, sua primeira participação na elite, Paulinho fez um Campeonato Paulista regular marcando somente três gols, mas foi o responsável por comandar a festa da torcida na comemoração pela permanência na primeira divisão.

### Ludogorets
Após a competição, acabou sendo emprestado para o Ludogorets Razgrad, da Bulgária, em julho de 2012, permanecendo no clube apenas por cinco dias.
Alegando falta de adaptação, Paulinho retornou ao Brasil sem jogar nenhuma partida pela equipe europeia.
| “ | O Ludogorets ia disputar a fase preliminar da Uefa Champions League e o primeiro ministro da Bulgária foi ao estádio só para ver o Paulinho. Chegou lá e ele já tinha ido embora. | ” |

No retorno, disputou a Copa Paulista pelo XV, mas com vínculo com o Ludogorets ainda em vigência.
Por supostamente ter atuado com dois contratos em vigor, os búlgaros teriam exigido, junto a FIFA, uma indenização de 200 mil euros e o afastamento do jogador por 180 dias. Além da punição ao atacante, o clube búlgaro exigiu que o XV, então dono dos direitos federativos do atleta, não tivesse direito a contratações por duas janelas de transferências.

### Retorno ao XV de Piracicaba
Alegando problemas de adaptação, Paulinho voltou para o time piracicabano para a disputa da Copa Paulista de 2012, marcando 11 gols, encerrando a competição como artilheiro. Após um ótimo Campeonato Paulista de 2013 feito por Paulinho, marcando quatro gols em 17 jogos e sendo o vice-artilheiro da equipe no Estadual, o XV de Piracicaba anunciou que o emprestaria no segundo semestre. Logo apareceu o Sport, a pedido de Sérgio Guedes, como um dos interessados. Depois foi revelado, pelo próprio presidente do XV de Piracicaba, Celso Christofoletti, o interesse do Palmeiras.
| “ | Temos alguns clubes interessados. O Palmeiras é um deles, mas ainda temos outros times de Séries A e B que também o querem. Acredito que até segunda-feira já tenhamos uma definição, pois uma negociação está bem adiantada, em reta final. Ainda não finalizamos os detalhes do contrato, mas, a princípio, ele será emprestado a esse clube. | ” |

Interesse esse que depois acabou sendo confirmada por José Carlos Brunoro, diretor executivo do Verdão. Brunoro, porém negou ter se reunido com qualquer dirigente do XV.
| “ | Fizemos a avaliação de vários jogadores. É uma lista enorme de atletas, com vários do Campeonato Paulista que se destacaram. Ele está nessa lista, mas não pode ser considerado "interesse". Nós apenas avaliamos alguns nomes do Paulistão que foram bem. Não fizemos nenhum contato, nem nada. Isso é algo para ser visto mais para frente, para depois da Libertadores. | ” |

Paulinho foi bastante elogiado pelo treinador do Leão da Ilha, com quem já trabalhou.
| “ | Paulinho é um jogador interessante, que trabalhou comigo e seria bom contar. Porém, ele tem despertado o interesse de alguns clubes e, por sinal, o treinador de um clube que está negociando com ele pediu para que não falássemos nada, pois isso acaba gerando uma valorização. Pela relação que tenho com o XV de Piracicaba poderia ter uma prioridade, mas estabelecemos uma negociação aberta. | ” |

Chegou a realizar exames médicos no Rubro-negro Pernambucano e no Figueirense.

### Flamengo
Porém acabou acertando um empréstimo com o Flamengo em 30 de abril de 2013, faltando só a realização de exames médicos para que o acordo entres os dois clube fossem oficializados. Paulinho chegou ao Rio de Janeiro na manhã de 2 de maio de 2013, junto com o volante Diego Silva, onde ambos realizaram os exames e acertaram os detalhes finais da transferência. Transferência essa que foi oficializado pelo XV de Piracicaba na tarde do mesmo dia, onde no acordo formalizado, o Flamengo pagou uma determinada quantia pelo empréstimo e poderá adquirir 60% dos direitos do atacante ao fim do empréstimo, maio de 2014, caso queiram continuar com o jogador no clube. Após ser aprovado nos exames médicos, embarcou para Pinheiral, para a intertemporada do clube. Sua apresentação em 7 de maio de 2013, na sala de imprensa do CT João Havelange. Em seu primeiro treino pelo Rubro-negro Carioca, Paulinho, que se definiu como ousado, veloz e que sabe marcar e atacar durante, foi improvisado na lateral-direita do time reserva e chamou a atenção pelo seu bom desempenho. Após seu bom desempenho na lateral, foi a surpresa na delegação do Flamengo em Juiz de Fora, sendo relacionado pela primeira vez por Jorginho, que o elogiou.
| “ | O Paulinho é interessante, joga pelos lados de campo, com velocidade, tem uma cabeçada boa, e também joga como lateral. | ” |

Estreou em 15 de maio de 2013, em partida válida pela segunda fase da Copa do Brasil de 2013, na vitória de 2 a 1 sobre o Campinense, entrando no lugar de Rafinha, com a camisa de número 26, quando em sua primeira jogada deu a assistência para o gol da vitória Rubro-negra feito por Elias.
| “ | Fiquei feliz com a minha estreia. No lance do gol do Elias, dividi com o zagueiro, dei um chapéu e a bola sobrou para ele, que pegou de primeira e fez o gol da vitória. | ” |

Após a partida, Jorginho revelou que como não tinha reserva para Léo Moura, que havia tido uma contusão no tornozelo, sua ideia era aproveitar Paulinho como lateral e voltou a elogiá-lo.
| “ | O Paulinho conhecemos bem, observamos muito antes de trazê-lo, é veloz, ousado e não estava nem na lista dos 18 para vir para Juiz de Fora. Mas como o Léo (Moura) teve uma contusão no tornozelo, achamos bom ele vir, pois sabe exercer a função. Veio como opção para a lateral. No entanto, Rafinha estava com dificuldade no ataque e houve a oportunidade de o Paulinho entrar no ataque. Com isso, conseguimos organizar a equipe. | ” |

Paulinho se mostrou satisfeito com a atuação em sua primeira partida e elogiou a torcida Rubro-negra, que lotou o Estádio Municipal de Juiz de Fora.
| “ | Estou muito feliz por ter participado da jogada do gol. Essa torcida é maravilhosa e nos apoiou do início ao fim. Estou muito feliz por ter estreado com uma vitória. Quando eu cheguei ao Flamengo, o grupo me acolheu muito bem. Estou muito feliz. | ” |

Em um amistoso disputado contra o São Paulo, Paulinho deu um chapéu no adversário e deu o passe para Marcelo Moreno para fazer o gol da vitória, por 1 a 0. Marcou seu primeiro gol com a camisa Rubro-Negra num clássico contra o Vasco, partida valida pela sétima Rodada do Campeonato Brasileiro, assim garantindo a vitória do Flamengo por 1 a 0.
Ajudou a equipe a conquistar pela terceira vez a Copa do Brasil, se destacando em alguns jogos, como na vitória por 4x0 contra o Botafogo (em que atormentou o lateral Gilberto), na vitória no primeiro jogo sobre o Goiás (onde marcou um bonito gol) e nos 2 jogos da final.
Em 2014, diante do Emelec, Paulinho marcou um gol que foi importante para manter viva a classificação do Flamengo na Copa Libertadores. Após receber belo passe de Negueba fez o gol da vitória por 2 a 1. Diante do Vasco da Gama, Paulinho marcou um belo gol em um chute de fora da área e assim empatando o jogo por 1 a 1.
No dia 7 de abril, teve 60% dos seus direitos comprados pelo Flamengo por R$ 1 milhão e permanece no clube até 2018.
Em setembro, sofreu uma lesão no ligamento do joelho direito e não jogou mais o resto do ano.
Por conta desta lesão, o atacante caiu bruscamente de rendimento. O problema foi que Paulinho estava inseguro com o local da lesão e compensava alguns movimentos na perna esquerda, o que gerou um desequilíbrio muscular. Segundo o departamento médico do clube, isso fazia com que o atacante sofresse com novas lesões. Ele só conseguiria retornar a velha forma em meados de 2015.
| “ | Ele tinha um desequilíbrio muscular. Fizemos esse reforço e ele chegou ao equilíbrio que buscávamos. Era exatamente o que esperávamos. Agora a chance de lesão dele é igual a de qualquer outro jogador. Fisicamente ele está pronto para fazer qualquer coisa que o trinador queira. Como é uma cirurgia de joelho, requer manutenção. Mas o problema identificado já foi resolvido. Estamos confiantes que ele tenha uma boa sequência dessa vez. | ” |

Após seis meses fora dos gramados por conta de uma lesão no joelho, Paulinho retornou aos gramados em um amistoso realizado contra o Nacional do Uruguai, amistoso que marcou a despedida do ídolo Léo Moura que foi jogar nos Estados Unidos. Na ocasião o Flamengo venceu por 2 a 0, ao entrar no gramado Paulinho foi muito ovacionado pela torcida. Diante do Volta Redonda, Paulinho foi decisivo ao entrar no segundo tempo e marcar um golaço que ajudou o Flamengo a vencer de virada por 2 a 1. Também balançou as redes diante do Brasil de Pelotas, no triunfo por 2 a 0, no Maracanã pelo jogo de volta da primeira fase da Copa do Brasil. O que agradou a torcida do Flamengo foi o estilo de jogo do atacante, ousado, incisivo nas jogadas. Ele se mostrou animado para resgatar as atuações de 2013.
| “ | Aquele Paulinho de 2013 vai voltar. Muitas pessoas me cobram isso. Sei que as pessoas têm confiança em mim, e isso me dá mais vontade de vestir a camisa do Flamengo. | ” |

Apesar de ter iniciado o ano de 2015 na reserva, Paulinho sempre vinha tendo oportunidade de entrar durante os jogos. No Brasileirão 2015, por exemplo, até a 15ª rodada, ele era o 2º jogador reserva que mais havia atuado até então, com 270min e 51s em campo.
No dia 13 de Setembro de 2015, na partida diante da Chapecoense, Paulinho fez seu 100º jogo com a camisa do Flamengo. Na partida, ele fez um golaço, ao dar um chute no qual a bola atingiu 119km/h parou no ângulo esquerdo do goleiro. Dias depois, o gol foi eleito "A Pintura" da 25ª rodada do Brasileirão, em enquete realizada pelo programa "É Gol!!!", do SporTV Foi eleito também o gol mais bonito da rodada em uma votação realizada na página da CBF no Facebook.
| “ | Acho que foi o gol mais bonito da minha carreira. Consegui pegar bem na bola. Na hora do gol, não acreditei que acertei. Naquela hora não dá para pensar muita coisa. Só sei que eu fiquei surpreso com o chute. E tudo isso com a perna ruim, operada. | ” |

Por conta de sua atuação neste jogo contra a Chapecoense, Paulinho apareceu na "Seleção da Rodada #25" feita pelo GloboEsporte.com e pelo jornal Lance!. Apesar da boa atuação, Paulinho disse que "ainda falta muito para voltar a ser o Paulinho de 2013".
Dois dias depois de ter feito o seu 100º jogo pelo clube, após o fim do treinamento realizado no Ninho do Urubu, o presidente Eduardo Bandeira de Mello entregou uma camisa comemorativa ao jogador com o número 100.
No dia 4 de outubro de 2015, na partida contra o Joinville, disputada no Maracanã, Paulinho deu um drible (e foi parado com falta) em Diego, colocando a bola no meio das pernas do adversário. Este lance rendeu ao atacante o drible mais bonito da rodada, com 55,97% dos votos, em enquete realizada pelo programa "É Gol!!!" do SporTV.

### Santos
Após ser especulado no Corinthians, depois de postar em uma rede social, uma foto com a camisa do clube da Capital Paulista, a notícia que pegou todos de surpresa, foi a contratação por empréstimo feita pelo Santos. O Alvinegro Praiano acertou contrato de um ano com o atacante após uma compensação de R$ 300 mil. O salário do atacante será 100% bancado pelo clube paulista, que poderá contrata-lo em definitivo ao fim do contrato com a equipe da baixada paulista. Fez seus primeiros gols contra a Ferroviária, marcando 2 gols e terminando com a vitória do peixe na Vila Belmiro, terminando 4 a 1.

### Vitória
Em 18 de janeiro de 2017 foi emprestado ao Vitória, tendo assinado contrato por um ano.

### Guarani
Em 16 de agosto de 2017 foi emprestado ao Guarani até o final da temporada.

## Estatísticas
Até 17 de novembro de 2017.

### Clubes
| Clube              | Temporada         | Campeonato nacional | Campeonato nacional | Campeonato nacional | Copa nacional[a] | Copa nacional[a] | Copa nacional[a] | Competições continentais[b] | Competições continentais[b] | Competições continentais[b] | Outros torneios[c] | Outros torneios[c] | Outros torneios[c] | Total | Total | Total   |
| Clube              | Temporada         | Jogos               | Gols                | Assist.             | Jogos            | Gols             | Assist.          | Jogos                       | Gols                        | Assist.                     | Jogos              | Gols               | Assist.            | Jogos | Gols  | Assist. |
| ------------------ | ----------------- | ------------------- | ------------------- | ------------------- | ---------------- | ---------------- | ---------------- | --------------------------- | --------------------------- | --------------------------- | ------------------ | ------------------ | ------------------ | ----- | ----- | ------- |
| Flamengo-SP        | 2007              | —                   | —                   | —                   | —                | —                | —                | —                           | —                           | —                           | 10                 | 7                  | 0                  | 10    | 7     | 0       |
| Flamengo-SP        | 2008              | —                   | —                   | —                   | —                | —                | —                | —                           | —                           | —                           | 10                 | 9                  | 0                  | 10    | 9     | 0       |
| Flamengo-SP        | 2009              | —                   | —                   | —                   | —                | —                | —                | —                           | —                           | —                           | 0                  | 0                  | 0                  | 0     | 0     | 0       |
| Flamengo-SP        | Total             | 0                   | 0                   | 0                   | 0                | 0                | 0                | 0                           | 0                           | 0                           | 20                 | 16                 | 0                  | 20    | 16    | 0       |
| XV de Piracicaba   | 2009              | —                   | —                   | —                   | —                | —                | —                | —                           | —                           | —                           | 0                  | 0                  | 0                  | 0     | 0     | 0       |
| XV de Piracicaba   | 2010              | —                   | —                   | —                   | —                | —                | —                | —                           | —                           | —                           | 0                  | 0                  | 0                  | 0     | 0     | 0       |
| XV de Piracicaba   | 2011              | —                   | —                   | —                   | —                | —                | —                | —                           | —                           | —                           | 21                 | 3                  | 1                  | 21    | 3     | 1       |
| XV de Piracicaba   | 2012              | —                   | —                   | —                   | —                | —                | —                | —                           | —                           | —                           | 11                 | 1                  | 1                  | 11    | 1     | 1       |
| XV de Piracicaba   | Total             | 0                   | 0                   | 0                   | 0                | 0                | 0                | 0                           | 0                           | 0                           | 32                 | 4                  | 2                  | 32    | 4     | 2       |
| Ludogorets Razgrad | 2012–13           | —                   | —                   | —                   | —                | —                | —                | —                           | —                           | —                           | 2                  | 0                  | 0                  | 2     | 0     | 0       |
| Ludogorets Razgrad | Total             | 0                   | 0                   | 0                   | 0                | 0                | 0                | 0                           | 0                           | 0                           | 2                  | 0                  | 0                  | 2     | 0     | 0       |
| XV de Piracicaba   | 2013              | —                   | —                   | —                   | —                | —                | —                | —                           | —                           | —                           | 17                 | 4                  | 2                  | 17    | 4     | 2       |
| XV de Piracicaba   | Total             | 0                   | 0                   | 0                   | 0                | 0                | 0                | 0                           | 0                           | 0                           | 17                 | 4                  | 2                  | 17    | 4     | 2       |
| Flamengo           | 2013              | 33                  | 4                   | 5                   | 11               | 1                | 4                | —                           | —                           | —                           | 1                  | 0                  | 1                  | 45    | 5     | 10      |
| Flamengo           | 2014              | 13                  | 2                   | 0                   | 2                | 0                | 0                | 5                           | 1                           | 0                           | 10                 | 3                  | 1                  | 30    | 6     | 1       |
| Flamengo           | 2015              | 25                  | 3                   | 0                   | 3                | 1                | 0                | —                           | —                           | —                           | 7                  | 1                  | 0                  | 35    | 5     | 0       |
| Flamengo           | Total             | 71                  | 9                   | 5                   | 16               | 1                | 4                | 5                           | 1                           | 0                           | 18                 | 4                  | 2                  | 110   | 16    | 11      |
| Santos             | 2016              | 11                  | 2                   | 0                   | 6                | 1                | 1                | —                           | —                           | —                           | 14                 | 2                  | 1                  | 31    | 5     | 2       |
| Santos             | Total             | 11                  | 2                   | 0                   | 6                | 1                | 1                | 0                           | 0                           | 0                           | 14                 | 2                  | 1                  | 31    | 5     | 2       |
| Vitória            | 2017              | 8                   | 0                   | 0                   | 5                | 0                | 0                | 0                           | 0                           | 0                           | 23                 | 3                  | 1                  | 36    | 3     | 1       |
| Vitória            | Total             | 8                   | 0                   | 0                   | 5                | 0                | 0                | 0                           | 0                           | 0                           | 23                 | 3                  | 1                  | 36    | 3     | 1       |
| Guarani            | 2017              | 7                   | 0                   | 0                   | —                | —                | —                | —                           | —                           | —                           | —                  | —                  | —                  | 7     | 0     | 0       |
| Guarani            | Total             | 7                   | 0                   | 0                   | 0                | 0                | 0                | 0                           | 0                           | 0                           | 0                  | 0                  | 0                  | 7     | 0     | 0       |
| Total na carreira  | Total na carreira | 97                  | 11                  | 5                   | 27               | 2                | 5                | 5                           | 1                           | 0                           | 126                | 33                 | 8                  | 254   | 47    | 18      |

- a. ^ Jogos da Copa do Brasil
- b. ^ Jogos da Copa Sul-Americana
- c. ^ Jogos de Campeonato Paulista - Série A3, Copa Paulista, Campeonato Paulista - Série A2, Campeonato Paulista, Troféu 125 anos de Uberlândia, Campeonato Carioca, Copa do Nordeste e Jogo amistoso

|                       | Data                    | Local                                                   | Resultado | Adversário             | Gols | Assist. | Competição                             |
| --------------------- | ----------------------- | ------------------------------------------------------- | --------- | ---------------------- | ---- | ------- | -------------------------------------- |
| Flamengo de Guarulhos |                         |                                                         |           |                        |      |         |                                        |
| 1.                    | 8 de março de 2007      | Comendador Prada, Limeira, Brasil                       | 3–0       | Independente           | 1    | 0       | Campeonato Paulista de 2007 - Série A3 |
| 2.                    | 11 de março de 2007     | Ninho do Azulão, Monte Azul Paulista, Brasil            | 2–3       | Monte Azul             | 1    | 0       | Campeonato Paulista de 2007 - Série A3 |
| 3.                    | 14 de março de 2007     | Antônio Soares de Oliveira, Guarulhos, Brasil           | 1–2       | Linense                | 1    | 0       | Campeonato Paulista de 2007 - Série A3 |
| 4.                    | 18 de março de 2007     | Ítalo Mário Limongi, Indaiatuba, Brasil                 | 2–0       | Primavera              | 0    | 0       | Campeonato Paulista de 2007 - Série A3 |
| 5.                    | 21 de março de 2007     | Antônio Soares de Oliveira, Guarulhos, Brasil           | 1–1       | Mauaense               | 1    | 0       | Campeonato Paulista de 2007 - Série A3 |
| 6.                    | 24 de março de 2007     | Antônio Soares de Oliveira, Guarulhos, Brasil           | 3–1       | Francana               | 1    | 0       | Campeonato Paulista de 2007 - Série A3 |
| 7.                    | 1 de abril de 2007      | Luís Augusto de Oliveira, São Carlos, Brasil            | 5–3       | São Carlos             | 2    | 0       | Campeonato Paulista de 2007 - Série A3 |
| 8.                    | 7 de abril de 2007      | Domenico Paolo Metidieri, Votorantim, Brasil            | 1–1       | Votoraty               | 0    | 0       | Campeonato Paulista de 2007 - Série A3 |
| 9.                    | 11 de abril de 2007     | Antônio Soares de Oliveira, Guarulhos, Brasil           | 1–2       | São Bernardo           | 0    | 0       | Campeonato Paulista de 2007 - Série A3 |
| 10.                   | 15 de abril de 2007     | Antônio Soares de Oliveira, Guarulhos, Brasil           | 0–1       | Santacruzense          | 0    | 0       | Campeonato Paulista de 2007 - Série A3 |
| 11.                   | 20 de julho de 2008     | Antônio Soares de Oliveira, Guarulhos, Brasil           | 3–1       | São José               | 2    | 0       | Copa Paulista de 2008                  |
| 12.                   | 27 de julho de 2008     | Bruno José Daniel, Santo André, Brasil                  | 0–1       | Santo André            | 0    | 0       | Copa Paulista de 2008                  |
| 13.                   | 10 de agosto de 2008    | Marapé, Santos, Brasil                                  | 2–3       | Portuguesa Santista    | 1    | 0       | Copa Paulista de 2008                  |
| 14.                   | 17 de agosto de 2008    | Antônio Soares de Oliveira, Guarulhos, Brasil           | 2–2       | Juventus               | 0    | 0       | Copa Paulista de 2008                  |
| 15.                   | 23 de agosto de 2008    | Nicolau Alayon, São Paulo, Brasil                       | 2–1       | Nacional               | 1    | 0       | Copa Paulista de 2008                  |
| 16.                   | 7 de setembro de 2008   | Antônio Soares de Oliveira, Guarulhos, Brasil           | 4–1       | Santo André            | 2    | 0       | Copa Paulista de 2008                  |
| 17.                   | 21 de setembro de 2008  | Antônio Soares de Oliveira, Guarulhos, Brasil           | 3–0       | Portuguesa Santista    | 1    | 0       | Copa Paulista de 2008                  |
| 18.                   | 12 de outubro de 2008   | Alfredo de Castilho, Bauru, Brasil                      | 2–3       | Noroeste               | 0    | 0       | Copa Paulista de 2008                  |
| 19.                   | 15 de outubro de 2008   | Antônio Soares de Oliveira, Guarulhos, Brasil           | 0–0       | Ferroviária            | 0    | 0       | Copa Paulista de 2008                  |
| 20.                   | 24 de outubro de 2008   | Barão de Serra Negra, Piracicaba, Brasil                | 2–0       | XV de Piracicaba       | 2    | 0       | Copa Paulista de 2008                  |
| Flamengo              |                         |                                                         |           |                        |      |         |                                        |
| 1.                    | 15 de maio de 2013      | Mário Helênio, Juiz de Fora, Brasil                     | 2–1       | Campinense             | 0    | 1       | Copa do Brasil de 2013                 |
| 2.                    | 26 de maio de 2013      | Mané Garrincha, Brasília, Brasil                        | 0–0       | Santos                 | 0    | 0       | Campeonato Brasileiro de 2013          |
| 3.                    | 29 de maio de 2013      | Mário Helênio, Juiz de Fora, Brasil                     | 0–2       | Ponte Preta            | 0    | 0       | Campeonato Brasileiro de 2013          |
| 4.                    | 1 de junho de 2013      | Arena Joinville, Joinville, Brasil                      | 2–2       | Atlético Paranaense    | 0    | 0       | Campeonato Brasileiro de 2013          |
| 5.                    | 5 de junho de 2013      | Orlando Scarpelli, Florianópolis, Brasil                | 0–1       | Náutico                | 0    | 0       | Campeonato Brasileiro de 2013          |
| 6.                    | 8 de junho de 2013      | Heriberto Hülse, Criciúma, Brasil                       | 3–0       | Criciúma               | 0    | 0       | Campeonato Brasileiro de 2013          |
| 7.                    | 29 de junho de 2013     | Parque do Sabiá, Uberlândia, Brasil                     | 1–0       | São Paulo              | 0    | 1       | Troféu 125 anos de Uberlândia          |
| 8.                    | 6 de julho de 2013      | Mané Garrincha, Brasília, Brasil                        | 2–2       | Coritiba               | 0    | 0       | Campeonato Brasileiro de 2013          |
| 9.                    | 10 de julho de 2013     | Fumeirão, Arapiraca, Brasil                             | 2–0       | ASA                    | 0    | 0       | Copa do Brasil de 2013                 |
| 10.                   | 14 de julho de 2013     | Mané Garrincha, Brasília, Brasil                        | 1–0       | Vasco da Gama          | 1    | 0       | Campeonato Brasileiro de 2013          |
| 11.                   | 17 de julho de 2013     | Raulino de Oliveira, Volta Redonda, Brasil              | 2–0       | ASA                    | 0    | 0       | Copa do Brasil de 2013                 |
| 12.                   | 21 de julho de 2013     | Centenário, Caxias do Sul, Brasil                       | 0–1       | Internacional          | 0    | 0       | Campeonato Brasileiro de 2013          |
| 13.                   | 28 de julho de 2013     | Maracanã, Rio de Janeiro, Brasil                        | 0–1       | Botafogo               | 0    | 0       | Campeonato Brasileiro de 2013          |
| 14.                   | 31 de julho de 2013     | Fonte Nova, Salvador, Brasil                            | 0–3       | Bahia                  | 0    | 0       | Campeonato Brasileiro de 2013          |
| 15.                   | 4 de agosto de 2013     | Mané Garrincha, Brasília, Brasil                        | 3–0       | Atlético Mineiro       | 1    | 0       | Campeonato Brasileiro de 2013          |
| 16.                   | 7 de agosto de 2013     | Mané Garrincha, Brasília, Brasil                        | 1–1       | Portuguesa             | 0    | 0       | Campeonato Brasileiro de 2013          |
| 17.                   | 11 de agosto de 2013    | Maracanã, Rio de Janeiro, Brasil                        | 3–2       | Fluminense             | 0    | 0       | Campeonato Brasileiro de 2013          |
| 18.                   | 14 de agosto de 2013    | Serra Dourada, Goiânia, Brasil                          | 1–1       | Goiás                  | 0    | 0       | Campeonato Brasileiro de 2013          |
| 19.                   | 18 de agosto de 2013    | Mané Garrincha, Brasília, Brasil                        | 0–0       | São Paulo              | 0    | 0       | Campeonato Brasileiro de 2013          |
| 20.                   | 21 de agosto de 2013    | Mineirão, Belo Horizonte, Brasil                        | 1–2       | Cruzeiro               | 0    | 0       | Copa do Brasil de 2013                 |
| 21.                   | 24 de agosto de 2013    | Mané Garrincha, Brasília, Brasil                        | 0–1       | Grêmio                 | 0    | 0       | Copa do Brasil de 2013                 |
| 22.                   | 28 de agosto de 2013    | Maracanã, Rio de Janeiro, Brasil                        | 1–0       | Cruzeiro               | 0    | 1       | Copa do Brasil de 2013                 |
| 23.                   | 1 de setembro de 2013   | Pacaembu, São Paulo, Brasil                             | 0–4       | Corinthians            | 0    | 0       | Campeonato Brasileiro de 2013          |
| 24.                   | 4 de setembro de 2013   | Maracanã, Rio de Janeiro, Brasil                        | 2–1       | Vitória                | 0    | 0       | Campeonato Brasileiro de 2013          |
| 25.                   | 12 de setembro de 2013  | Maracanã, Rio de Janeiro, Brasil                        | 2–1       | Santos                 | 0    | 0       | Campeonato Brasileiro de 2013          |
| 26.                   | 15 de setembro de 2013  | Moisés Lucarelli, Campinas, Brasil                      | 1–1       | Ponte Preta            | 0    | 0       | Campeonato Brasileiro de 2013          |
| 27.                   | 19 de setembro de 2013  | Maracanã, Rio de Janeiro, Brasil                        | 2–4       | Atlético Paranaense    | 0    | 1       | Campeonato Brasileiro de 2013          |
| 28.                   | 22 de setembro de 2013  | Itaipava Arena Pernambuco, São Lourenço da Mata, Brasil | 0–0       | Náutico                | 0    | 0       | Campeonato Brasileiro de 2013          |
| 29.                   | 25 de setembro de 2013  | Maracanã, Rio de Janeiro, Brasil                        | 1–1       | Botafogo               | 0    | 1       | Copa do Brasil de 2013                 |
| 30.                   | 29 de setembro de 2013  | Maracanã, Rio de Janeiro, Brasil                        | 4–1       | Criciúma               | 0    | 1       | Campeonato Brasileiro de 2013          |
| 31.                   | 2 de outubro de 2013    | Couto Pereira, Curitiba, Brasil                         | 2–0       | Coritiba               | 0    | 0       | Campeonato Brasileiro de 2013          |
| 32.                   | 6 de outubro de 2013    | Mané Garrincha, Brasília, Brasil                        | 1–1       | Vasco da Gama          | 0    | 1       | Campeonato Brasileiro de 2013          |
| 33.                   | 10 de outubro de 2013   | Maracanã, Rio de Janeiro, Brasil                        | 2–1       | Internacional          | 0    | 1       | Campeonato Brasileiro de 2013          |
| 34.                   | 13 de outubro de 2013   | Maracanã, Rio de Janeiro, Brasil                        | 1–2       | Botafogo               | 0    | 0       | Campeonato Brasileiro de 2013          |
| 35.                   | 16 de outubro de 2013   | Maracanã, Rio de Janeiro, Brasil                        | 2–1       | Bahia                  | 1    | 0       | Campeonato Brasileiro de 2013          |
| 36.                   | 23 de outubro de 2013   | Maracanã, Rio de Janeiro, Brasil                        | 4–0       | Botafogo               | 0    | 0       | Copa do Brasil de 2013                 |
| 37.                   | 27 de outubro de 2013   | Castelão, Fortaleza, Brasil                             | 0–0       | Portuguesa             | 0    | 0       | Campeonato Brasileiro de 2013          |
| 38.                   | 30 de outubro de 2013   | Serra Dourada, Goiânia, Brasil                          | 2–1       | Goiás                  | 1    | 0       | Copa do Brasil de 2013                 |
| 39.                   | 6 de novembro de 2013   | Maracanã, Rio de Janeiro, Brasil                        | 2–1       | Goiás                  | 0    | 0       | Copa do Brasil de 2013                 |
| 40.                   | 9 de novembro de 2013   | Maracanã, Rio de Janeiro, Brasil                        | 1–1       | Goiás                  | 0    | 1       | Campeonato Brasileiro de 2013          |
| 41.                   | 13 de novembro de 2013  | Novelli Júnior, Itu, Brasil                             | 0–2       | São Paulo              | 0    | 0       | Campeonato Brasileiro de 2013          |
| 42.                   | 20 de novembro de 2013  | Vila Capanema, Curitiba, Brasil                         | 1–1       | Atlético Paranaense    | 0    | 0       | Copa do Brasil de 2013                 |
| 43.                   | 24 de novembro de 2013  | Maracanã, Rio de Janeiro, Brasil                        | 1–0       | Corinthians            | 1    | 0       | Campeonato Brasileiro de 2013          |
| 44.                   | 27 de novembro de 2013  | Maracanã, Rio de Janeiro, Brasil                        | 2–0       | Atlético Paranaense    | 0    | 1       | Copa do Brasil de 2013                 |
| 45.                   | 7 de dezembro de 2013   | Maracanã, Rio de Janeiro, Brasil                        | 1–1       | Cruzeiro               | 0    | 0       | Campeonato Brasileiro de 2013          |
| 46.                   | 25 de janeiro de 2014   | Maracanã, Rio de Janeiro, Brasil                        | 2–2       | Duque de Caxias        | 0    | 0       | Campeonato Carioca de 2014             |
| 47.                   | 29 de janeiro de 2014   | Eduardo Guinle, Nova Friburgo, Brasil                   | 2–0       | Friburguense           | 0    | 0       | Campeonato Carioca de 2014             |
| 48.                   | 2 de fevereiro de 2014  | Raulino de Oliveira, Volta Redonda, Brasil              | 2–0       | Macaé                  | 0    | 0       | Campeonato Carioca de 2014             |
| 49.                   | 8 de fevereiro de 2014  | Maracanã, Rio de Janeiro, Brasil                        | 0–3       | Fluminense             | 0    | 0       | Campeonato Carioca de 2014             |
| 50.                   | 12 de fevereiro de 2014 | Nou Camp, León, México                                  | 1–2       | León                   | 0    | 0       | Copa Libertadores da América de 2014   |
| 51.                   | 9 de março de 2014      | Maracanã, Rio de Janeiro, Brasil                        | 2–0       | Botafogo               | 0    | 0       | Campeonato Carioca de 2014             |
| 52.                   | 12 de março de 2014     | Maracanã, Rio de Janeiro, Brasil                        | 2–2       | Bolívar                | 0    | 0       | Copa Libertadores da América de 2014   |
| 53.                   | 19 de março de 2014     | Hernando Siles, La Paz, Bolívia                         | 0–1       | Bolívar                | 0    | 0       | Copa Libertadores da América de 2014   |
| 54.                   | 23 de março de 2014     | Maracanã, Rio de Janeiro, Brasil                        | 5–3       | Cabofriense            | 1    | 0       | Campeonato Carioca de 2014             |
| 55.                   | 26 de março de 2014     | Maracanã, Rio de Janeiro, Brasil                        | 3–0       | Cabofriense            | 1    | 1       | Campeonato Carioca de 2014             |
| 56.                   | 29 de março de 2014     | Maracanã, Rio de Janeiro, Brasil                        | 3–1       | Cabofriense            | 0    | 0       | Campeonato Carioca de 2014             |
| 57.                   | 2 de abril de 2014      | George Capwell, Guayaquil, Equador                      | 2–1       | Emelec                 | 1    | 0       | Copa Libertadores da América de 2014   |
| 58.                   | 6 de abril de 2014      | Maracanã, Rio de Janeiro, Brasil                        | 1–1       | Vasco da Gama          | 1    | 0       | Campeonato Carioca de 2014             |
| 59.                   | 9 de abril de 2014      | Maracanã, Rio de Janeiro, Brasil                        | 2–3       | León                   | 0    | 0       | Copa Libertadores da América de 2014   |
| 60.                   | 13 de abril de 2014     | Maracanã, Rio de Janeiro, Brasil                        | 1–1       | Vasco da Gama          | 0    | 0       | Campeonato Carioca de 2014             |
| 61.                   | 20 de abril de 2014     | Mané Garrincha, Brasília, Brasil                        | 0–2       | Goiás                  | 0    | 0       | Campeonato Brasileiro de 2014          |
| 62.                   | 27 de abril de 2014     | Pacaembu, São Paulo, Brasil                             | 0–2       | Corinthians            | 0    | 0       | Campeonato Brasileiro de 2014          |
| 63.                   | 4 de maio de 2014       | Maracanã, Rio de Janeiro, Brasil                        | 4–2       | Palmeiras              | 1    | 0       | Campeonato Brasileiro de 2014          |
| 64.                   | 11 de maio de 2014      | Maracanã, Rio de Janeiro, Brasil                        | 0–2       | Fluminense             | 0    | 0       | Campeonato Brasileiro de 2014          |
| 65.                   | 18 de maio de 2014      | Maracanã, Rio de Janeiro, Brasil                        | 0–2       | São Paulo              | 0    | 0       | Campeonato Brasileiro de 2014          |
| 66.                   | 21 de maio de 2014      | Moacyrzão, Macaé, Brasil                                | 1–1       | Bahia                  | 1    | 0       | Campeonato Brasileiro de 2014          |
| 67.                   | 25 de maio de 2014      | Morumbi, São Paulo, Brasil                              | 0–0       | Santos                 | 0    | 0       | Campeonato Brasileiro de 2014          |
| 68.                   | 29 de maio de 2014      | Morumbi, São Paulo, Brasil                              | 1–1       | Figueirense            | 0    | 0       | Campeonato Brasileiro de 2014          |
| 69.                   | 1 de junho de 2014      | Parque do Sabiá, Uberlândia, Brasil                     | 0–3       | Cruzeiro               | 0    | 0       | Campeonato Brasileiro de 2014          |
| 70.                   | 16 de julho de 2014     | Moacyrzão, Macaé, Brasil                                | 1–0       | Atlético Paranaense    | 0    | 0       | Campeonato Brasileiro de 2014          |
| 71.                   | 27 de julho de 2014     | Maracanã, Rio de Janeiro, Brasil                        | 1–0       | Botafogo               | 0    | 0       | Campeonato Brasileiro de 2014          |
| 72.                   | 10 de agosto de 2014    | Maracanã, Rio de Janeiro, Brasil                        | 1–0       | Sport                  | 0    | 0       | Campeonato Brasileiro de 2014          |
| 73.                   | 27 de agosto de 2014    | Couto Pereira, Curitiba, Brasil                         | 0–3       | Coritiba               | 0    | 0       | Copa do Brasil de 2014                 |
| 74.                   | 31 de agosto de 2014    | Barradão, Salvador, Brasil                              | 2–1       | Vitória                | 0    | 0       | Campeonato Brasileiro de 2014          |
| 75.                   | 3 setembro de 2014      | Maracanã, Rio de Janeiro, Brasil                        | 3–0 (3–2) | Coritiba               | 0    | 0       | Copa do Brasil de 2014                 |
| 76.                   | 4 de março de 2015      | Maracanã, Rio de Janeiro, Brasil                        | 2–0       | Nacional               | 0    | 0       | Amistoso                               |
| 77.                   | 11 de março de 2015     | Maracanã, Rio de Janeiro, Brasil                        | 2–1       | Volta Redonda          | 1    | 0       | Campeonato Carioca de 2015             |
| 78.                   | 14 de março de 2015     | Los Larios, Duque de Caxias, Brasil                     | 3–1       | Tigres do Brasil       | 1    | 0       | Campeonato Carioca de 2015             |
| 79.                   | 18 de março de 2015     | Maracanã, Rio de Janeiro, Brasil                        | 2–0       | Brasil de Pelotas      | 0    | 0       | Copa do Brasil de 2015                 |
| 80.                   | 22 de março de 2015     | Maracanã, Rio de Janeiro, Brasil                        | 2–1       | Vasco da Gama          | 0    | 0       | Campeonato Carioca de 2015             |
| 81.                   | 12 de abril de 2015     | Maracanã, Rio de Janeiro, Brasil                        | 0–0       | Vasco da Gama          | 0    | 0       | Campeonato Carioca de 2015             |
| 82.                   | 17 de maio de 2015      | Maracanã, Rio de Janeiro, Brasil                        | 2–2       | Sport                  | 0    | 0       | Campeonato Brasileiro de 2015          |
| 83.                   | 24 de maio de 2015      | Ressacada, Florianópolis, Brasil                        | 1–2       | Avaí                   | 0    | 0       | Campeonato Brasileiro de 2015          |
| 84.                   | 27 de maio de 2015      | Maracanã, Rio de Janeiro, Brasil                        | 1–1       | Náutico                | 0    | 0       | Copa do Brasil de 2015                 |
| 85.                   | 31 de maio de 2015      | Maracanã, Rio de Janeiro, Brasil                        | 2–3       | Fluminense             | 0    | 0       | Campeonato Brasileiro de 2015          |
| 86.                   | 3 de junho de 2015      | Mineirão, Belo Horizonte, Brasil                        | 0–1       | Cruzeiro               | 0    | 0       | Campeonato Brasileiro de 2015          |
| 87.                   | 6 de junho de 2015      | Maracanã, Rio de Janeiro, Brasil                        | 1–0       | Chapecoense            | 0    | 0       | Campeonato Brasileiro de 2015          |
| 88.                   | 13 de junho de 2015     | Couto Pereira, Curitiba, Brasil                         | 1–0       | Coritiba               | 0    | 0       | Campeonato Brasileiro de 2015          |
| 89.                   | 20 de junho de 2015     | Maracanã, Rio de Janeiro, Brasil                        | 0–2       | Atlético Mineiro       | 0    | 0       | Campeonato Brasileiro de 2015          |
| 90.                   | 28 de junho de 2015     | Arena Pantanal, Cuiabá, Brasil                          | 0–1       | Vasco da Gama          | 0    | 0       | Campeonato Brasileiro de 2015          |
| 91.                   | 1 de julho de 2015      | Arena Joinville, Joinville, Brasil                      | 1–0       | Joinville              | 0    | 0       | Campeonato Brasileiro de 2015          |
| 92.                   | 5 de julho de 2015      | Maracanã, Rio de Janeiro, Brasil                        | 1–2       | Figueirense            | 0    | 0       | Campeonato Brasileiro de 2015          |
| 93.                   | 12 de julho de 2015     | Maracanã, Rio de Janeiro, Brasil                        | 0–3       | Corinthians            | 0    | 0       | Campeonato Brasileiro de 2015          |
| 94.                   | 23 de agosto de 2015    | Maracanã, Rio de Janeiro, Brasil                        | 2–1       | São Paulo              | 0    | 0       | Campeonato Brasileiro de 2015          |
| 95.                   | 26 de agosto de 2015    | Maracanã, Rio de Janeiro, Brasil                        | 1–1       | Vasco da Gama          | 0    | 0       | Copa do Brasil de 2015                 |
| 96.                   | 30 de agosto de 2015    | Arena Pernambuco, São Lourenço da Mata, Brasil          | 1–0       | Sport                  | 0    | 0       | Campeonato Brasileiro de 2015          |
| 97.                   | 2 de setembro de 2015   | Arena das Dunas, Natal, Brasil                          | 3–0       | Avaí                   | 0    | 0       | Campeonato Brasileiro de 2015          |
| 98.                   | 6 de setembro de 2015   | Maracanã, Rio de Janeiro, Brasil                        | 3–1       | Fluminense             | 1    | 0       | Campeonato Brasileiro de 2015          |
| 99.                   | 10 de setembro de 2015  | Maracanã, Rio de Janeiro, Brasil                        | 2–0       | Cruzeiro               | 0    | 0       | Campeonato Brasileiro de 2015          |
| 100.                  | 13 de setembro de 2015  | Arena Condá, Chapecó, Brasil                            | 3–1       | Chapecoense            | 1    | 0       | Campeonato Brasileiro de 2015          |
| 101.                  | 17 de setembro de 2015  | Mané Garrincha, Brasília, Brasil                        | 0–2       | Coritiba               | 0    | 0       | Campeonato Brasileiro de 2015          |
| 102.                  | 20 de setembro de 2015  | Independência, Belo Horizonte, Brasil                   | 1–4       | Atlético Mineiro       | 0    | 0       | Campeonato Brasileiro de 2015          |
| 103.                  | 27 de setembro de 2015  | Maracanã, Rio de Janeiro, Brasil                        | 1–2       | Vasco da Gama          | 0    | 0       | Campeonato Brasileiro de 2015          |
| 104.                  | 4 de outubro de 2015    | Maracanã, Rio de Janeiro, Brasil                        | 2–0       | Joinville              | 0    | 0       | Campeonato Brasileiro de 2015          |
| 105.                  | 11 de outubro de 2015   | Kléber Andrade, Cariacica, Brasil                       | 4–0       | Desportiva Ferroviária | 0    | 0       | Amistoso                               |
| 106.                  | 14 de outubro de 2015   | Orlando Scarpelli, Florianópolis, Brasil                | 0–3       | Figueirense            | 0    | 0       | Campeonato Brasileiro de 2015          |
| 107.                  | 18 de outubro de 2015   | Maracanã, Rio de Janeiro, Brasil                        | 0–1       | Internacional          | 0    | 0       | Campeonato Brasileiro de 2015          |
| 108.                  | 25 de outubro de 2015   | Arena Corinthians, São Paulo, Brasil                    | 0–1       | Corinthians            | 0    | 0       | Campeonato Brasileiro de 2015          |
| 109.                  | 15 de novembro de 2015  | Maracanã, Rio de Janeiro, Brasil                        | 1–0       | Orlando City           | 0    | 0       | Amistoso                               |
| 110.                  | 29 de novembro de 2015  | Arena da Baixada, Curitiba, Brasil                      | 0–3       | Atlético Paranaense    | 0    | 0       | Campeonato Brasileiro de 2015          |
| Santos                |                         |                                                         |           |                        |      |         |                                        |
| 1.                    | 23 de janeiro de 2016   | Arena Fonte Nova, Salvador, Brasil                      | 2–2       | Bahia                  | 0    | 0       | Amistoso                               |
| 2.                    | 30 de janeiro de 2016   | Vila Belmiro, Santos, Brasil                            | 1–1       | São Bernardo           | 0    | 0       | Campeonato Paulista de 2016            |
| 3.                    | 3 de fevereiro de 2016  | Moisés Lucarelli, Campinas, Brasil                      | 2–0       | Ponte Preta            | 0    | 0       | Campeonato Paulista de 2016            |
| 4.                    | 6 de fevereiro de 2016  | Vila Belmiro, Santos, Brasil                            | 2–1       | Ituano                 | 0    | 0       | Campeonato Paulista de 2016            |

## Títulos
Flamengo de Guarulhos
- Campeonato Paulista - Série A3: 2008

XV de Piracicaba
- Campeonato Paulista - Série A2: 2011

Ludogorets Razgrad
- Campeonato Búlgaro: 2012-13

Flamengo
- Copa do Brasil: 2013
- Campeonato Carioca: 2014
- Taça Guanabara: 2014
- Taça Rádio Globo 70 Anos: 2014
- Torneio Super Clássicos: 2013, 2014, 2015
- Torneio Super Series: 2015
- Troféu 125 anos de Uberlândia: 2013

Santos
- Campeonato Paulista: 2016

Vitória
- Campeonato Baiano: 2017

Náutico
- Campeonato Brasileiro - Série C: 2019

### Artilharias
XV de Piracicaba
- Copa Paulista: 2012 (11 gols)